# Julio Martínez Páez
Julio Martínez Páez (Bolondrón, Matanzas, Cuba, 15 de enero de 1908-La Habana, Cuba, 31 de marzo de 2000) fue un médico y revolucionario cubano.

## Biografía

### Orígenes y primeros años
Nacido en Bolondrón, Matanzas, Cuba, el 15 de enero de 1908. Estudió medicina en la Universidad de La Habana, de donde se graduó en 1934. 
Participó en la lucha contra la Dictadura de Gerardo Machado (1925-1933). Se relacionó políticamente con personalidades como Guillermo Barrientos, Julio Antonio Mella, Antonio Guiteras Holmes y Rafael Trejo.

### Como médico
Tras la caída de Machado (1933) y su graduación como médico (1934), Martínez Páez ejerció largamente como cirujano ortopédico. Conoció en la universidad al joven Fidel Castro y atendió como médico a Camilo Cienfuegos, así como a otros jóvenes revolucionarios que luchaban contra la Dictadura de Fulgencio Batista (1952-1958).

### Lucha revolucionaria
En 1957, el Dr. Martínez Páez se unió al Movimiento 26 de julio. Ese mismo año, se une a la guerrilla de Fidel Castro en la Sierra Maestra. Nombrado capitán tras el combate de Pino del Agua, tuvo bajo su mando a otros médicos revolucionarios, como José Ramón Machado Ventura, José Ramón Balaguer, Oscar Fernández Mell, Manuel "Piti" Fajardo, Faustino Pérez, Adolfo Rodríguez de la Vega y René Vallejo.
Formó parte de la Columna No. 1 "José Martí", comandada personalmente por el Comandante en Jefe Fidel Castro. Como parte de dicha columna, participó en todos los combates, siendo ascendido a capitán en el de Pino del Agua. Igualmente, participó en las batallas de El Salto, Veguitas, Guisa, Jiguaní, Baire, Maffo y La Plata, donde fue ascendido al grado de comandante.

### Revolución cubana
Tras el triunfo de la Revolución cubana, en 1959, el Dr. Martínez Páez fue nombrado Ministro de Salubridad y Asistencia Social, cargo que ocupó entre el 6 de enero y el 11 de junio de 1959. 
Desde su puesto como ministro, se inició la preparación de las campañas sanitarias que se llevaron a cabo en el país al firmarse convenios con la Oficina Sanitaria Panamericana para la ejecución de los Programas de Erradicación del Paludismo y de Control del Aedes aegypti. También firma la entrada de Cuba en la Organización Mundial de la Salud.
En 1960, el Dr. Martínez Páez pasó a dirigir el Hospital Ortopédico Docente "Fructuoso Rodríguez" hasta su muerte, cuarenta años más tarde. Es considerado el "Padre de la Ortopedia" en Cuba.
También fue coronel de la reserva de las FAR. El Dr. Julio Martínez Páez falleció en La Habana, Cuba, el 31 de marzo de 2000, a los 92 años de edad.